# Mosquinha
Mosquinha (česky Muška) je francouzský němý film z roku 1890. Režisérem je Étienne-Jules Marey (1830–1904). Film trvá necelou minutu.

## Děj
Film zachycuje vzlet mouchy.